# ۱٬۲-دی‌کلروتترافلوئورواتان
۱،۲-دی‌کلروتترافلوئورواتان (به انگلیسی: 1,2-Dichlorotetrafluoroethane) با فرمول شیمیایی C۲Cl۲F۴ یک ترکیب شیمیایی است. که جرم مولی آن ۱۷۰٫۹۲ g/mol می‌باشد. 